# Blang Kumot Tunong
Blang Kumot Tunong is een bestuurslaag in het regentschap Pidie van de provincie Atjeh, Indonesië. Blang Kumot Tunong telt 171 inwoners (volkstelling 2010).